# 미야케 야스모리
미야케 야스모리(일본어: 三宅康盛, 1600년 ~ 1658년 2월 1일)는 이세 가메야마 번 제2대 번주, 미카와 고로모번 초대 번주(재봉)를 지냈다. 다하라번 미야케가(田原藩三宅家) 제3대 당주.
| 전임 미야케 야스노부 | 제2대 이세 가메야마 번 번주 (미야케가) 1632년 ~ 1636년 | 후임 혼다 도시쓰구 |

| 전임 이세 가메야마 번 관할(미야케 야스노부) | 제1대 고로모번 번주 (미야케가, 재봉) 1636년 ~ 1657년 | 후임 미야케 야스카쓰 |